# 임순여객
임순여객(任淳旅客)은 전북특별자치도 임실·순창군의 농어촌버스 회사이며, 본사는 전북특별자치도 임실군 임실읍 호국로 1886 (갈마리)에 있다.

## 차량
- 자일대우버스: BS090 로얄미디, NEW BS090
- 현대자동차: E-카운티, 그린시티

## 같이 보기
- 전북고속